# Таліта Баклах
Таліта Баклах (1 січня 1995) — йорданська плавчиня.
Учасниця Олімпійських Ігор 2012, 2016 років.